# KPM테크
주식회사 KPM테크(영어: KPM Tech)는 대한민국의 도매업체이다.

## 역사
- 1971년 3월, 선진국에서 수입하여 사용하여 왔던 도금 약품의 국산화를 위하여 도금약품 및 전자동 도금장치 등의 제품과 약품 등을 제조 및 판매하는 것을 주 사업 목적으로 설립되었다.
- 2024년, 120억 규모의 전환사채를 발행하였다.[3]